# یاسر قاسم
یاسر قاسم (عربی: یاسر قاسم؛ زاده ۱۰ مهٔ ۱۹۹۱) یک بازیکن فوتبال اهل عراق است.
وی همچنین در تیم ملی فوتبال عراق بازی کرده‌است.